# Chang'e 5-T1
För andra betydelser, se Chang'e (olika betydelser).
Chang'e 5-T1 (嫦娥五号T1) är en kinesisk rymdsond som hade i uppdrag att prova teknik som kommer att användas vid en framtida flygning för att hämta jordprover från månen. Rymdsonden sköts upp från Xichangs satellituppskjutningscenter, med en Long March 3C raket, den 23 oktober 2014. 
Rymdsonden rundade månen 4 dagar efter uppskjutningen. När rymdsonden återigen närmade sig jorden frigjorde den en kapsel som landade i Siziwang i Inre Mongoliet, den 31 oktober 2014. Rymdsonden fortsatte sedan mot jorden-månen lagrangepunkt L2. Den kretsade runt L2, fram till den 4 januari 2015. Den 11 januari 2015 gick rymdsonden in i omloppsbana runt månen.

### Fotnoter
1. ↑  ”NASA Space Science Data Coordinated Archive” (på engelska). NASA. https://nssdc.gsfc.nasa.gov/nmc/spacecraft/display.action?id=2014-065A. Läst 27 mars 2020.